# Wir Südtiroler
Wir Südtiroler war eine Südtiroler Partei, die vor allem die Wähler deutscher und ladinischer Sprache ansprach.

## Geschichte
Am 4. Juni 2013 gründete Thomas Egger, der seit 2008 für die Partei Die Freiheitlichen im Südtiroler Landtag saß, eine eigene Partei und Fraktion mit dem Namen Wir Südtiroler. Bei der Landtagswahl 2013 ging die Partei ein Listenbündnis mit den Ladins Dolomites und der BürgerUnion ein. Bei den Landtagswahlen konnte das Listenbündnis BürgerUnion-Ladins Dolomites-Wir Südtiroler 2,1 % der Stimmen auf sich vereinen. Andreas Pöder von der BürgerUnion wurde mit 3.045 Vorzugsstimmen für das Listenbündnis in den Landtag gewählt. Aufgrund von Differenzen, vor allem in der Volkstumspolitik, aber auch aufgrund der Wahlempfehlung der BürgerUnion, bei den Europawahlen die Lega Nord zu wählen, zerbrach das Bündnis BürgerUnion-Ladins Dolomites-Wir Südtiroler im März 2014. Damit wurde Andreas Pöder wieder ausschließlich Abgeordneter der BürgerUnion im Südtiroler Landtag und die Partei Wir Südtiroler war nicht mehr im Landtag vertreten.

## Ziele
Die Partei verstand sich als Kraft der demokratischen Mitte mit sozialer Prägung sowie als politische Vertretung der deutschen und ladinischen Minderheit in Südtirol. Die Partei setzte sich für mehr direkte Demokratie ein. Außerdem wollte sie die Beteiligung und Mitsprache der Bürger stärken. Des Weiteren wollte die Partei Wir Südtiroler die Autonomie Südtirols ausbauen und langfristig auch das Selbstbestimmungsrecht durchsetzen. Sie setzte sich für ein vereintes, aber föderalistisch aufgebautes Europa ein.